# Blanche DuBois
Blanche DuBois es un personaje ficticio de la obra Un tranvía llamado Deseo de Tennessee Williams. Jessica Tandy recibió un premio Tony por su actuación como Blanche en la producción original de Broadway. El personaje fue interpretado posteriormente por Vivien Leigh en la película basada en la obra, estrenada en 1951. Leigh ganó un premio Oscar por este papel.

## En la obra

### Historia de Blanche
Al principio de la obra, Blanche, una profesora de literatura de secundaria de baja supuestamente por sus nervios, llega desde la ciudad de Laurel, en Misisipi, a visitar a su hermana menor, Stella Kowalski, en Nueva Orleans. Blanche queda horrorizada por la humildad de su casa y el carácter tosco y grosero de su cuñado, Stanley Kowalski, y de sus amigos Harold Mitchell, Steve Hubbell y Pablo Gonzales, con los cuales se junta a beber y jugar al póker. Blanche llama "simio" a Stanley, y quiere que Stella termine su matrimonio con él, ya que parece un hombre muy violento. Stella se niega a irse, ya que se siente profundamente atraída por la naturaleza violenta de Stanley, y porque, además, está embarazada. Blanche no le oculta su desagrado a Stanley, lo cual lo hace enfurecerse. 
Luego, Blanche comienza un romance con Harold Mitchell (Mitch), que es muy distinto a Stanley, Steve y Pablo, ya que es un hombre cortés y educado. Mitch, un solterón que pasa su tiempo cuidando a su madre enferma, se siente muy solo, y ve a la aparentemente refinada y recatada Blanche como la cura de su soledad. Blanche también inventa historias sobre un millonario llamado Shep Huntleigh, el cual se supone que las salvaría a ella y a Stella del pueblo pobre de Nueva Orleans en donde vivían.

### El principio del fin
En realidad, Blanche es una mujer arruinada. Después de la muerte de sus progenitores y el acoso de los acreedores, la fortuna de la familia se ha acabado, tras haber perdido a su joven esposo, quien se había suicidado, es una paria social que en realidad ha sido echada del pueblo y del instituto por su comportamiento sexual indiscreto, tras varias aventuras furtivas y haberse acostado con un alumno de 17 años. También tiene problemas de alcoholismo, lo cual no puede ocultar. 
Detrás de su apariencia de presuntuosidad social, Blanche es una mujer insegura y obsesiva. Es una dama de 30 años que vive permanentemente preocupada por el fin de su juventud y la decadencia de su belleza. Su mentalidad es débil y delicada, y suele vestir con vistosos pero desgastados vestidos de noche. 
Cuando Stanley le cuenta a Mitch y a Stella el pasado de Blanche, la esperanza de Blanche se desvanece, pero continúa creyendo en su fantasía de casarse con Huntleigh para así volver a la buena vida (Huntleigh nunca aparece en la obra, pero se revela que era un hombre casado con quien Blanche había tenido un romance en el pasado).

### Colapso mental
La noche en que Stella da a luz, Stanley, ebrio, trata de seducir a Blanche. Cuando ella se resiste, él abusa de ella. Esto causa que Blanche sufra un colapso nervioso definitivo y sea enviada a una institución mental. Mientras es cuidada por una enfermera y un médico de buen corazón, Blanche sonríe y continúa viviendo en su mundo de fantasía, tal vez para ya no regresar al mundo real.